# Madagaszkári poszátafélék
A madagaszkári poszátafélék (Bernieridae) a madarak osztályának verébalakúak (Passeriformes) rendjébe tartozó család.

## Rendszerezésük
A családot csak nemrég, 2010-ben írta le Alice Cibois, Normand David, Steven M.S. Gregory és Eric Pasquet, az alábbi nemeket sorolták át ide:
- Crossleyia - 1 faj
- Xanthomixis - 4 faj
- Hartertula - 1 faj
- Randia - 1 faj
- Thamnornis - 1 faj
- Cryptosylvicola - 1 faj
- Oxylabes - 1 faj
- Bernieria - 1 faj

## Előfordulásuk
Madagaszkár területén honosak. Természetes élőhelyeik a szubtrópusi és trópusi erdők és cserjések. Állandó, nem vonuló fajok.

## Megjelenésük
Testhosszuk 12-20 centiméter közötti.